# Francis Obafemi Adesina
Mons. Francis Obafemi Adesina (* 28. ledna 1964, Wenchi) je nigerijský římskokatolický duchovní a biskup Ijebu-Ode.

## Život
Narodil se 28. ledna 1964 ve Wenchi v Ghaně.
Studoval filosofii a teologii v Semináři svatých Petra a Pavla v Ibadanu.
Dne 14. října 1989 byl biskupem. Juliusem Babatunde Adelakunem vysvěcen na kněze a inkardinován do diecéze Oyo. Dne 3. března 1995 byl inkardinován do kléru nové diecéze Osogbo.
Po vysvěcení sloužil v katedrále svatého Benedikta a následně ve farnosti svaté Marie v Ilese. Roku 1992 se stal farářem farnosti svatého Augustina v Ipetumodu. V letech 1993–1995 byl ředitelem pastoračního centra. Byl také kaplanem ve Federal Polytecnic v Ede.
V letech 1994–1996 byl sekretářem diecéze.
Roku 2000 získal na Papežském biblickém institutu licenciát z biblické teologie. Stejného roku byl jmenován farářem katedrály.
V letech 2001–2009 byl v Semináři svatých Petra a Pavla zodpovědný za formaci kandidátů kněžství. Působil jako ředitele Art & Culture.
V letech 2005–2009 prošel doktorským studium na Papežské univerzitě Urbaniana v Římě. Poté se stal děkanem a následně rektorem semináře.
Studoval také na Papežské univerzitě Svatého Kříže.
Dne 17. ledna 2019 jej papež František jmenoval biskupem Ijebu-Ode. Biskupské svěcení přijal 25. dubna 2019. Světiteli byli arcibiskup Alfred Adewale Martins, biskup Peter Kayode Odetoyinbo a biskup John Akinkunmi Oyejola.